# Scottish Division One 1925-1926
La Scottish Division One 1925-1926 è stata la 36ª edizione della massima serie del campionato scozzese di calcio, disputato tra il 15 agosto 1925 e il 24 aprile 1926 e concluso con la vittoria del Celtic, al suo diciassettesimo titolo.
Capocannoniere del torneo è stato William Devlin (Cowdenbeath) con 40 reti.

## Classifica finale
Fonte:
|  | Pos. | Squadra             | Pt | G  | V  | N  | P  | GF | GS | QR    |
|  | ---- | ------------------- | -- | -- | -- | -- | -- | -- | -- | ----- |
|  | 1.   | Celtic              | 58 | 38 | 25 | 8  | 5  | 97 | 40 | 2,425 |
|  | 2.   | Airdrieonians       | 50 | 38 | 23 | 4  | 11 | 95 | 54 | 1,759 |
|  | 3.   | Hearts              | 50 | 38 | 21 | 8  | 9  | 87 | 56 | 1,554 |
|  | 4.   | St. Mirren          | 47 | 38 | 20 | 7  | 11 | 62 | 52 | 1,192 |
|  | 5.   | Motherwell          | 46 | 38 | 19 | 8  | 11 | 67 | 46 | 1,457 |
|  | 6.   | Rangers             | 44 | 38 | 19 | 6  | 13 | 79 | 55 | 1,436 |
|  | 7.   | Cowdenbeath         | 42 | 38 | 18 | 6  | 14 | 87 | 68 | 1,279 |
|  | 8.   | Falkirk             | 42 | 38 | 14 | 14 | 10 | 61 | 57 | 1,070 |
|  | 9.   | Kilmarnock          | 41 | 38 | 17 | 7  | 14 | 79 | 77 | 1,026 |
|  | 10.  | Dundee              | 37 | 38 | 14 | 9  | 15 | 47 | 59 | 0,797 |
|  | 11.  | Aberdeen            | 36 | 38 | 13 | 10 | 15 | 49 | 54 | 0,907 |
|  | 12.  | Hamilton Academical | 35 | 38 | 13 | 9  | 16 | 68 | 79 | 0,861 |
|  | 13.  | Queen's Park        | 34 | 38 | 15 | 4  | 19 | 70 | 81 | 0,864 |
|  | 14.  | Partick Thistle     | 33 | 38 | 10 | 13 | 15 | 64 | 73 | 0,877 |
|  | 15.  | Morton              | 31 | 38 | 12 | 7  | 19 | 57 | 84 | 0,679 |
|  | 16.  | Hibernian           | 30 | 38 | 12 | 6  | 20 | 72 | 77 | 0,935 |
|  | 17.  | Dundee Utd          | 28 | 38 | 11 | 6  | 21 | 52 | 74 | 0,703 |
|  | 18.  | St. Johnstone       | 28 | 38 | 9  | 10 | 19 | 43 | 78 | 0,551 |
|  | 19.  | Raith Rovers        | 26 | 38 | 11 | 4  | 23 | 46 | 81 | 0,568 |
|  | 20.  | Clydebank           | 22 | 38 | 7  | 8  | 23 | 55 | 92 | 0,598 |

Legenda:
      Campione di Scozia.
      Retrocesse in Division Two 1926-1927.
Regolamento:
Due punti a vittoria, uno a pareggio, zero a sconfitta.
A parità di punti, le posizioni in classifica venivano determinate sulla base del quoziente reti.